# Magnus Svensson (florbalista)
Magnus Svensson (* 27. května 1983, Vinberg) je švédský florbalista hrající na pozici útočníka. Svoji kariéru začal v klubu Vinberg IBS, avšak v roce 2000 přestoupil do klubu Warberg IC, kde působí i dnes. S tímto klubem také třikrát vyhrál Švédskou superligu.
Se švédskou reprezentací, za niž hraje už od roku 2002, vyhrál Mistrovství světa v roce 2004 a 2006, přičemž o druhém vítězství rozhodl svým gólem v prodloužení proti Finsku.

## Medaile
Seznam medailí, které získal Magnus Svensson na mistrovství světa:
| Medaile | Soutěž                             | Zápasy | Body |
| ------- | ---------------------------------- | ------ | ---- |
|         | Mistrovství světa ve florbale 2004 | 6      | 6    |
|         | Mistrovství světa ve florbale 2006 | 6      | 3    |
|         | Mistrovství světa ve florbale 2008 | 6      | 10   |
|         | Mistrovství světa ve florbale 2010 | 6      | 12   |